# NGC 4173
NGC 4173 је спирална галаксија у сазвежђу Береникина коса која се налази на NGC листи објеката дубоког неба.
Деклинација објекта је + 29° 12' 26" а ректасцензија 12h 12m 21,5s. Привидна величина (магнитуда) објекта NGC 4173 износи 12,7 а фотографска магнитуда 13,4. Налази се на удаљености од 9,7000 милиона парсека од Сунца. NGC 4173 је још познат и под ознакама UGC 7204, MCG 5-29-33, CGCG 158-43, KUG 1209+294A, HCG 61B, FGC 1382, The Box, PGC 38897.